# Печ (город, Венгрия)
Печ (венг. Pécs [ˈpeːt͡ʃ]) — город на юго-западе Венгрии, у южного подножия гор Мечек. Пятый по величине город Венгрии (после Будапешта, Дебрецена, Сегеда и Мишкольца). Главный населенный пункт Южно-Задунайского региона.
Административный центр медье Баранья. Население — 142 873 человека (2019 г.). Раннехристианский некрополь Печа включён в список объектов всемирного наследия ЮНЕСКО. Вместе с Эссеном и Стамбулом Печ был избран культурной столицей Европы 2010 года.

## География и транспорт
Печ расположен в средней части Европы, в Карпатском бассейне. Город находится на юго-западе страны в 200 километрах от Будапешта и в 30 километрах от границы с Хорватией. Ближайшие к Печу крупные венгерские города – Капошвар и Сексард.
Город лежит у подножия живописной горы Мечек, которая защищает город с севера. Самая высокая точка восточной части Мечека – гора Зенгё (682 метра), западной – Якаб-хедь (600 метров). Прямо над городом возвышаются гора Тубеш (612 метров) и гора Мишина (535 метров) с телебашней. К югу от города протянулась равнина.
Печ связан с Будапештом автотрассой (E73) и железной дорогой. Время пути на поезде от Будапешта — 3 часа. Поезда ходят также в крупные венгерские города, Вену, Осиек и Сараево.
Городской транспорт представлен сетью автобусных маршрутов. С 2020 года в связи с экологической политикой Европы в эксплуатацию были введены электрические автобусы.
С 1913 по 1960 год в городе функционировали трамвайные маршруты, но в 1960 году трамвай был упразднён.
Рядом с городом расположен аэропорт Печ-Погань. Аэропорт был открыт в 2006 году и стал пятым международным аэропортом Венгрии. Основная ориентация аэропорта – прием чарторных самолетов.  В настоящее время аэропорт не осуществляет регулярные пассажирские перевозки.

## Климат
Климат характеризуется ранней весной, довольно жарким сухим летом, длинной теплой осенью и мягкой зимой, сопровождающейся короткими морозными периодами.
| Показатель              | Янв. | Фев. | Март | Апр. | Май  | Июнь | Июль | Авг. | Сен. | Окт. | Нояб. | Дек. | Год  |
| ----------------------- | ---- | ---- | ---- | ---- | ---- | ---- | ---- | ---- | ---- | ---- | ----- | ---- | ---- |
| Средний максимум, °C    | 1,6  | 4,8  | 10,3 | 16,0 | 20,9 | 24,0 | 26,3 | 25,9 | 22,3 | 16,6 | 8,8   | 3,4  | 15,1 |
| Средняя температура, °C | −1,4 | 1,3  | 5,6  | 10,7 | 15,5 | 18,6 | 20,5 | 20,1 | 16,6 | 11,3 | 5,1   | 0,6  | 10,4 |
| Средний минимум, °C     | −4   | −1,7 | 1,6  | 6,0  | 10,5 | 13,6 | 15,0 | 14,7 | 11,7 | 7,0  | 2,2   | −1,7 | 6,2  |
| Норма осадков, мм       | 39   | 32   | 38   | 55   | 63   | 84   | 61   | 63   | 47   | 37   | 56    | 44   | 619  |
| Источник: World Climate |      |      |      |      |      |      |      |      |      |      |       |      |      |

## История

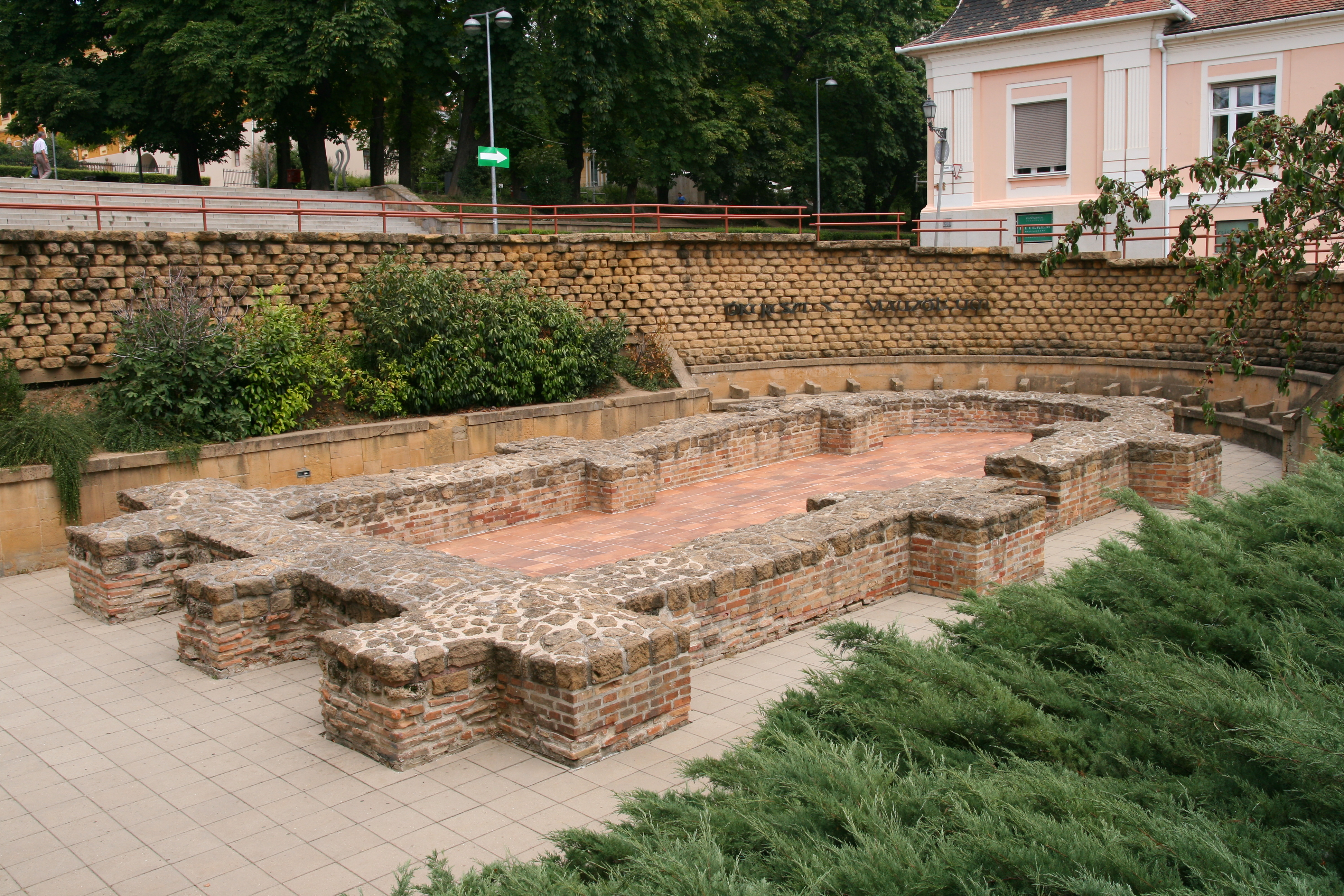
Христианский некрополь

Город возник около 2 тысяч лет назад, хотя археологические раскопки доказывают существование кельтского поселения на месте Печа с IV тысячелетия до нашей эры. В составе римской провинции Паннония город назывался Сопине (Сопиана). Начиная с IV века в городе появилась сильная христианская община. Христианские кладбища этого периода сохранились до наших дней и включены в список культурного наследия ЮНЕСКО.
После крушения империи район был под властью варваров, гуннов и аваров. После ликвидации Аварского каганата был под властью славян, затем присоединён к Священной Римской империи. В 871 году город впервые упомянут в документах зальцбургского диоцеза под именем Квинке-Эклезие (лат. Quinque Ecclesia), или Пять церквей, немецкое — Фюнфкирхен (нем. Fünfkirchen). Современное венгерское название, вероятно, заимствование из славянского (от великоморавского pĕt — Пять (церквей)).
С 1000 года Печ — один из областных центров Венгрии, главный город комитата Баранья и епископская резиденция. В XI веке в городе построен кафедральный собор, в XII веке в городе переживает расцвет скульптурная школа. Украшавший собор в Пече рельеф со сценами из жизни Самсона выделяется живостью наблюдений, мягкой обобщенностью и сочностью форм. В 1367 году в Пече открыт первый в Венгрии университет, просуществовавший, впрочем, менее ста лет.
После поражения венгров в битве при Мохаче в 1526 году турецкие войска заняли и разграбили город, а в 1543 году он полностью перешёл под власть Османской империи. Как и в других венгерских городах, христианские церкви были превращены в мечети, построено множество зданий турецкой архитектуры. За 143 года турецкого господства венгерское население постепенно вытеснялось из города за его пределы, а в центре города поселились турки, греческие купцы, боснийцы и сербы. На больших улицах появились базары. Город приобрел восточный колорит.
Печ был освобождён от турок в октябре 1686 года и стал частью империи Габсбургов. За годы правления турок венгерское население города сильно сократилось, так что власти поощряли приток в город немецких и юго-славянских колонистов. В начале XVIII века славяне составляли почти половину населения города, в то время как венгры лишь четверть; ещё четверть составляли немцы.
В 1704 году город был разграблен войсками участников антигабсбургского восстания под руководством Ференца Ракоци. После этого события город восстановился. В его истории начался длительный период мира и процветания. До 1777 года город управлялся местными епископами. В 1780 г. Печ получил статус вольного королевского города, что давало возможность жителям быть относительно независимыми от контроля. С этого времени началось активное экономическое развитие города. Его промышленное развитие особенно ускорилось в первой половине XIX века, когда керамика Жолнаи, шампанское Литтке и органы Ангстер получили всемирную известность.
В 1867 году в городе была построена железная дорога, с 1882 года она соединяет Печ с Будапештом.
В конце Первой мировой войны Печ был занят сербскими войсками. По итогам войны Венгрия потеряла часть своих южных и юго-восточных земель в пользу Румынии и Сербии, и вплоть до августа 1921 года не было ясности, останется ли Печ в составе Венгрии. Поскольку Печский университет был упразднён в XV веке, то в 1921 году, после того, как стало ясно, что Печ остаётся в Венгрии, туда был переведён университет из Пожони (Братиславы), которая вошла в состав Чехословакии.
Во время Второй мировой войны Печ пострадал меньше, чем многие другие венгерские города, однако некоторым историческим зданиям был нанесён ущерб бомбёжками.
В социалистический период город бурно индустриализировался. В окрестностях Печа активно велась разработка угольных шахт, начатая еще в конце XVIII века. Горнодобывающая промышленность сыграла фундаментальную роль в развитии города, поскольку во время промышленной революции она обеспечила источник энергии для создания местной промышленности.
Во второй половине XX века были открыты урановые шахты. Добытая предприятием «Боксит» урановая руда экспортировалась в Советский Союз, а после строительства атомной электростанции «Пакш» часть экспорта возвращалась в обогащенном виде в качестве топлива.
В XX веке значительная часть населения Печа была задействована в разработке угольных и урановых шахт. Можно сказать, что Печ стал городом шахтеров. Для рабочих и их семей строились квартиры, школы, церкви. Население Печа и его окрестностей в этот период существенно возросло. В 1980-е гг. население города достигло своего пика — 180 тысяч человек.
Однако в связи с падением цен на мировом рынке в 1997 году добыча урана была прекращена, а шахты были рекультивированы. Добыча каменного угля закончилась закрытием шахт в 2004 году.
При институционализации парламентской демократии Печ, как и другие венгерские города, испытал тяжёлый экономический кризис. Кроме того, шедшие в соседней Югославии войны свели к минимуму число туристов.
Кризис был преодолён в начале XXI века. Начался быстрый рост инфраструктуры города — построен новый аэропорт, кольцевая автомагистраль в городе, новое шоссе между Печем и Будапештом. Сейчас Печ — это современный европейский город с хорошо развитой инфраструктурой.

## Население
| 2013    | 2014     | 2017     | 2021     | 2022     | 2023     | 2024     |
| ------- | -------- | -------- | -------- | -------- | -------- | -------- |
| 147 719 | ↘146 581 | ↘144 675 | ↘140 237 | ↘139 330 | ↗141 031 | ↘140 330 |

Согласно последней переписи населения в 2011 г. население Печа составило 156 049 человек.
Основное население города – венгры (84,03%). Также в городе живут и национальные меньшинства: немцы, хорваты, сербы, румыны, болгары, цыгане. Наиболее значительным в количественном отношении национальным меньшинством является немецкое (преимущественно швабы).
Большая часть населения города исповедует католицизм. Меньшим количеством верующих представлены протестанты, реформаторы, евангелисты, греко-католики. Православие исповедуют преимущество представители национальных меньшинств (сербы, русские, болгары, румыны, греки). Небольшой процент населения исповедует иудаизм. 

## Экономика
Печ — важный транспортный узел, промышленный и культурный центр Южно-Задунайского края.
Одним из самых больших предприятий города, дающим наибольшее количество рабочих мест, является Печский университет.
В городе сосредоточены разные типы производства: машиностроение (в том числе электротехническое), деревообработка, изготовление кожаных, фарфоровых и табачных изделий, пивоварение. Печский пивоваренный завод, функционирующий с 1848 года, является одним из четырех самых известных пивоваренных заводов Венгрии. Особую славу получила фарфоровая мануфактура Жольнаи, керамическими изделиями которой украшены общественные здания от Львова до Триеста. Уникальным достижением фарфоровой мануфактуры является создание эозиновой глазури (эозина) – керамического покрытия, имеющего глянцевый или матовый желто-зеленый цвет.

## Виноделие
Винодельческий регион Печа – один из самых маленьких винодельческих регионов Паннонии. Его можно разделить на три района: район Печа, район Вершеншди и район Сигетвара. Эти районы находятся на южных склонах Мечека. Данная территория является благоприятной для выращивания винограда еще и потому, что подвержена сильному влиянию средиземноморского климата.
Выращивание винограда и производства вина на этой территории началось еще во времена владычества римлян. В средние века производство и торговля вина служили средством к существованию жителям Печа. Производство красных вин появилось в этом регионе только во времена короля Матьяша (XV в.) при посредничестве сербов, бежавших от турок. Виноделие было важной отраслью для Печа на протяжении многих веков. В середине XIX века виноторговец Янош Литтке построил завод шампанских вин. Производство шампанских вин Литтке продолжается и в настоящее время. На площади св.Иштвана находится Дом шампанских вин, под которым на два километра протянулся самый глубокий в Европе подвал для хранения вина, состоящий из пяти уровней.
В конце XIX века вина этого региона составляли четвертую часть от всего количества вин, производимых в Венгрии. С ростом города в конце XIX – XX веке виноградники на южных склонах гор Мишина – Тубеш стали сокращаться. Их место заняла жилая зона.
Условия данного винодельческого региона благоприятны преимущественно для белого вина. Знаковым для Печа сортом вина является Цирфандли, представляющий собой гибрид двух сортов винограда. Кроме этого, важными сортами вина для этого региона являются Шардоне, Рислинг, Совиньон Блан, Каберне Совиньон, Каберне Фран и Мерло.
При Печском университете находится Научно-исследовательский институт виноградарства и виноделия, в котором создан банк генов винограда с целью сохранения его разных видов. Банк содержит в себе 1871 сорт винограда. Также в банке есть и древние сорта винограда, произраставшие на территории Карпатского бассейна. Собрание генов винограда Печского научно-исследовательского института занимает верхнюю позицию во Всемирном списке собрания винных сортов винограда (World list of grapevine collection).
К виноделию и венгерской гастрономии приурочен ряд событий. В частности, каждый год в конце сентября в Пече проходит Фестиваль застольной песни.

## Культура и образование

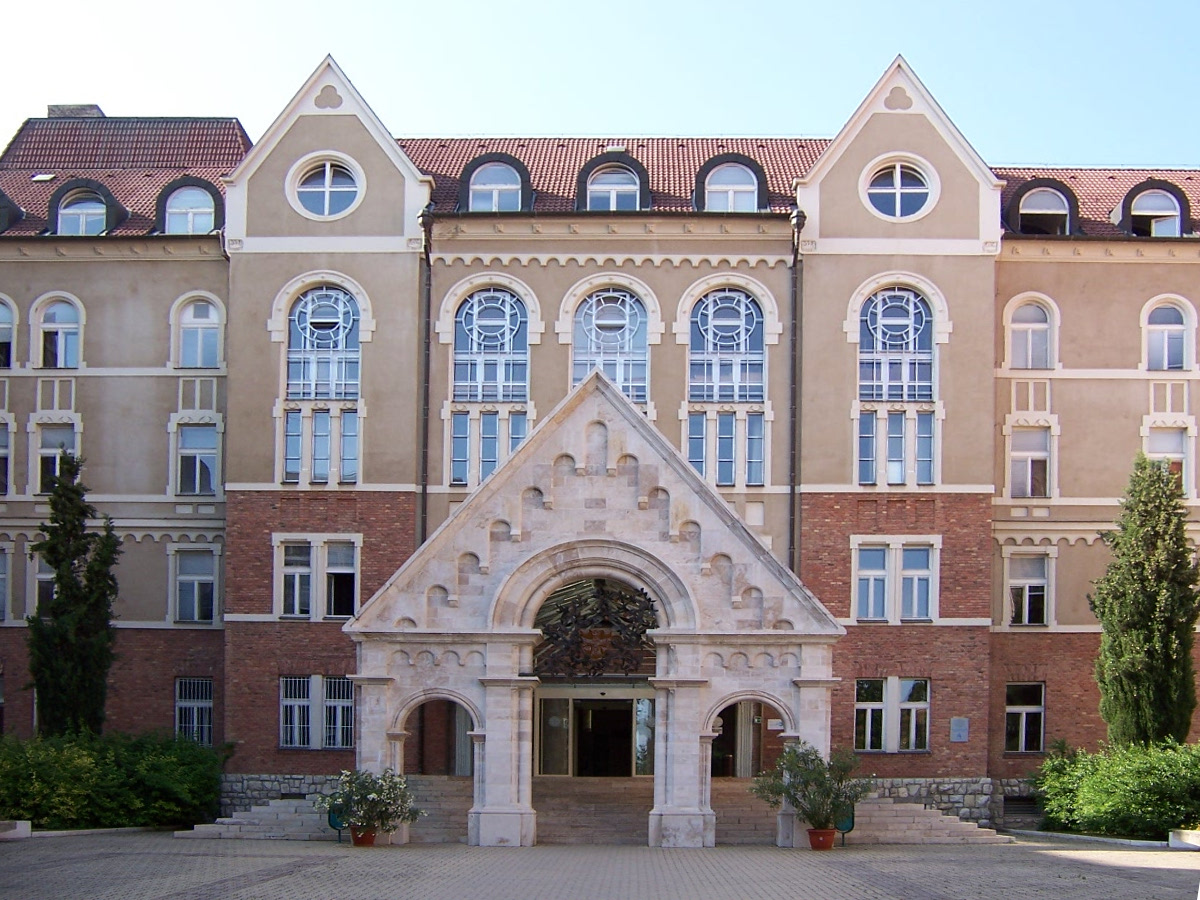
Университет

Печ – один из самых старых городов Венгрии, где находится много памятников архитектуры и изобразительного искусства, что делает город значимым в международном масштабе.

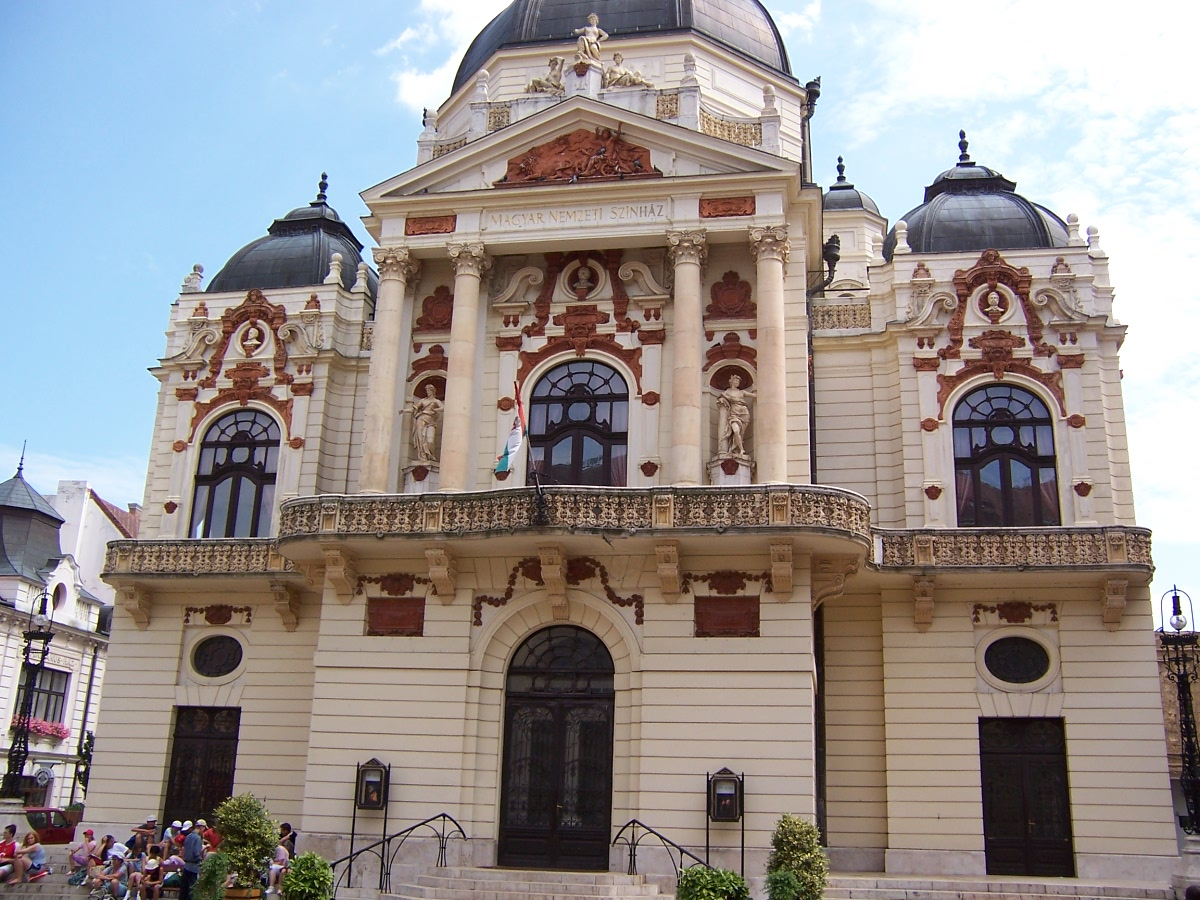
Здание Национального театра

На 2010 год город избран Культурной столицей Европы, наряду со Стамбулом и Рурско-рейнским регионом. В рамках данной программы в городе были построены большой концертный зал, региональная библиотека, культурный квартал Жольнаи, реконструирована улица музеев. В концертном зале каждый сезон проходят концерты мастеров с мировым именем.
В 1988 г. и в 2015 г. в Пече проходил международный фестиваль хоров «Европейская кантата». В 2019 г. миндальное дерево, растущее в Пече, стало деревом года в Европе.
Ежегодно в городе устраивается много культурно-развлекательных мероприятий, среди которых можно выделить Дни Печа, Дни Печского университета, встреча национальных театров Венгрии. Также каждый год в городе проходят большие ярмарки, приуроченные к главных религиозным праздникам – Рождеству. Пасхе, Троице.
Музеи города:
- Музей имени     Яна Паннония (основан в 1898; археологические памятники,     народное искусство, венгерское искусство XX века).
- Тивадара Чонтвари-Костки.
- Музей фарфора Жолнаи.
- Художественная     галерея венгерского искусства.
- Музей     художника Ференца Мартина.
- Музей     Вазарели.
- Библиотека Д.Климо
- Музей истории Печа
- Музей шахтерского дела
- Средневековый университет
- Епископский дворец
- Сокровищница епископата
- Мавзолей семьи Жольнаи
- Естественно-научный музей
- Выставка Елизаветы Шаар «Улица»
- Лапидариум эпохи ренессанса
- Этнографический музей

В Пече функционирует несколько театральных трупп, а также балетная труппа, постановки которой совмещают в себе классическое и современное направление балета.
Театры:
- Национальный театр Печа[венг.]

- Третий театр Печа
- Кукольный театр
- Хорватский театр
- Университетский театр

Первый в Венгрии университет основан в Пече в 1367, существовал до середины XV века; вновь открыт в 1922. Одной из важнейших его частей является медицинский факультет. В университете обучаются студенты со всего мира. Общее количество студентов приблизительно составляет 20 тыс. человек. В городе также функционирует Институт богословия.

## Спорт
В мировом масштабе спортивная жизнь Печа не имела высоких достижений, однако в городе есть все, что необходимо человеку для движения, здоровья и красоты.
В Пече родились олимпийские чемпионы: гимнастка Ольга Ташш, пловчиха Катинка Хоссу. паралимпийский пловец Тамаш Шорш.
В городе действует Академия баскетбола. Есть мужская и женская баскетбольная команда, мужская и женская гандбольная команда. Город располагает возможностями для занятий водными видами спорта (плаванием, синхронным плаванием, ватерполо). В городе базируется футбольный клуб Печ, дважды становившийся призёром чемпионата страны. В 1990 году команда выиграла национальный кубок, однако итогам чемпионата 2006/2007 года Печ занял предпоследнее место в венгерской лиге. В городе также функционирует теннисный клуб.

## Туризм

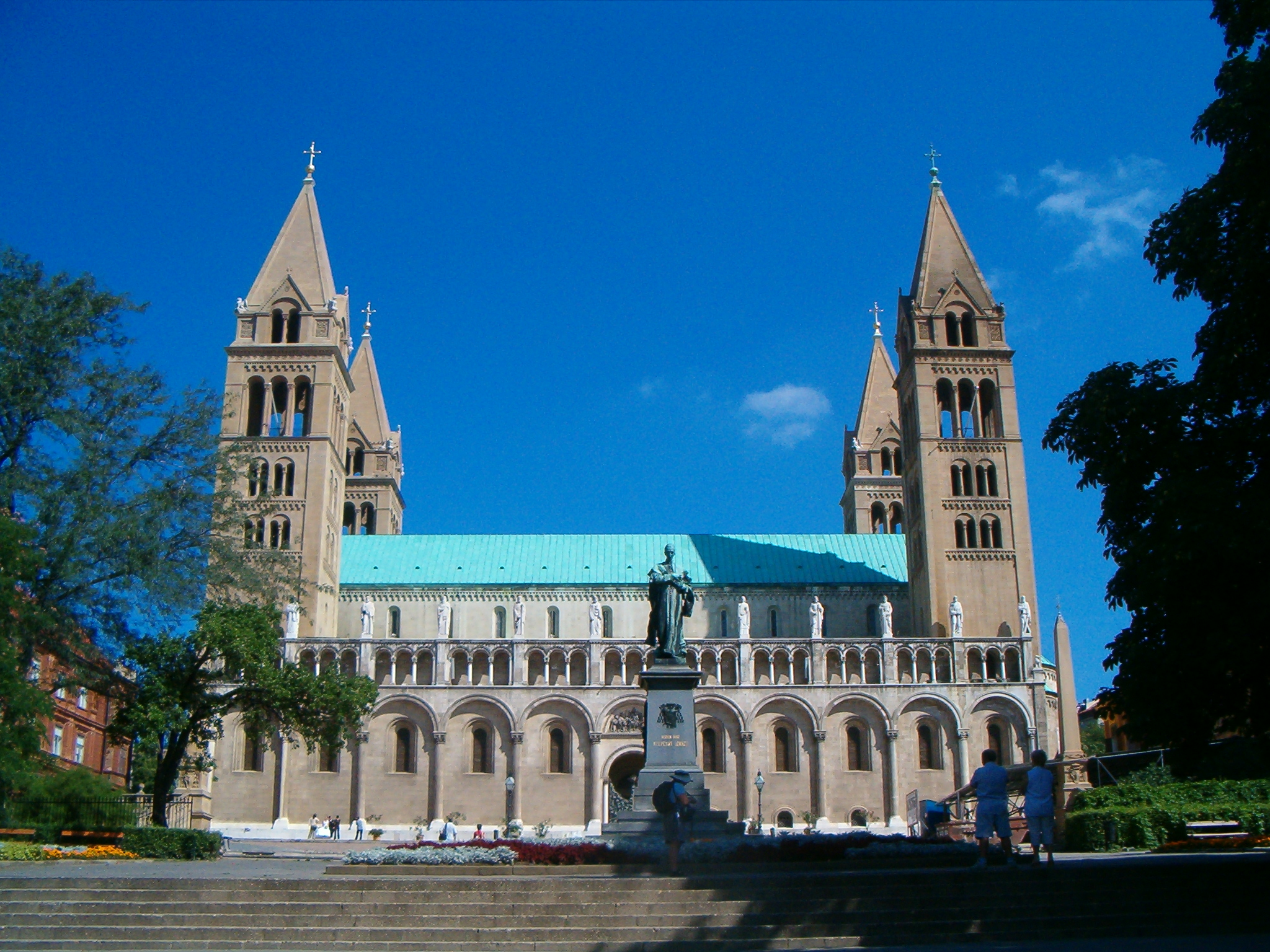
Кафедральный собор

Печ – один из самых посещаемых туристами городов Венгрии. Небольшой красивый город со множеством старинных зданий и атмосферой средиземноморья. В 2013 г. в «Нью-Йорк Таймз» Печ фигурировал в списке предлагаемых для посещения туристами мест и занимал в нем 38 место из предлагаемых 46.

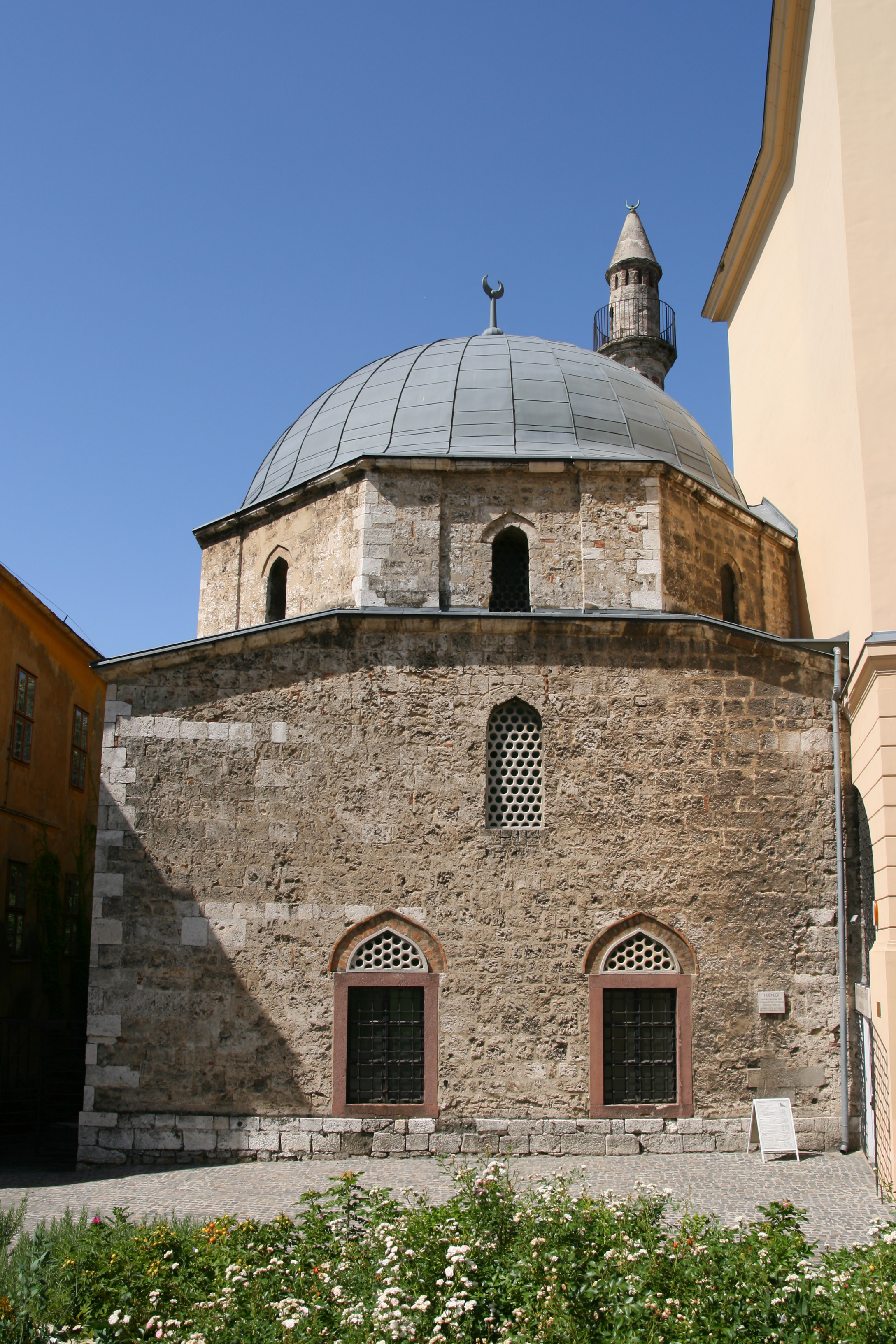
Мечеть Хассана Яков-Али

Прогуливаясь по улицам Печа, можно обозреть всю его историю: от руин древнеримской эпохи до современных функциональных зданий. Так, в центре города можно увидеть останки древнехристианского кладбища и фундамент древнехристианского храма, стену, окружающую средневековый город, первый университет Венгрии, напоминание о турецком нашествии – перестроенную мечеть, турецкую баню и бастион Барбакан,  католические церкви и построенные в архитектурных стилях разных эпох здания. Узкие извилистые улицы Печа с изумительной архитектурой позволяют почувствовать атмосферу старого европейского города.
Главная площадь Печа – площадь Сечени – просторная, с величественным храмом (джами), колонной Св.Троицы городской ратушей, фонтаном Жольнаи способна впечатлить каждого. От площади Сечени начинается главная улица города – Кирай – со множеством великолепных исторических зданий. В восточной части улицы много веков назад находились Будайские ворота (сейчас на их месте установлена памятная табличка), которые были одними из самых важных ворот города. По улице Кирай можно выйти к зданию Национального театра и театральной площади, украшенной фонтанами. На этой улице много ресторанов венгерской, европейской и восточной кухни,  а также уютных кафе и баров, где в любое время года, греясь на солнце, можно съесть вкусный десерт, выпить чашку ароматного кофе или бокал хорошего венгерского вина.
Находясь в центре Печа, нельзя обойти и площадь Йокаи. Эта небольшая площадь, с маленьким фонтаном из известняка, вымощенная каменной плиткой и окруженная разноцветными домами постройки XVIII – XIX вв., позволяет ощутить средиземноморский колорит. Знаковым зданием площади является Дом слона (фигура слона на фасаде здания), где в XIX в. продавали специи. От площади Йокаи вниз отходит улица Ференцешек (ул. Францисканцев), на которой раньше жили купцы и ремесленники. И сейчас на этой улице много мастерских и маленьких магазинов с привлекательными витринами. Дома на этой улице построены в основном на фундаментах средневековых зданий. Ближе к концу улицы над большими воротами одного из домов установлена небольшая статуя св.Флориана – покровителя города Печа. В конце улицы находятся руины турецкой бани Меми-паши, трамвайный вагон – памятник трамваю, некогда ходившему в Пече, францисканская церковь и статуя св. Ференца (св. Франциск), в честь последователей которого улица Ференцешек и носит свое название.
Достопримечательности центра города:
- Романский собор св. Петра и Павла (XI век.; перестроен в     1882—1991, архитектор Ф. Шмидт). Сохранились рельефы XI века и «нижняя     церковь» (XI века). Оригинальность архитектуры подчёркивают четыре башни     по углам собора.
- Cella Septichora.  Древнехристианские катакомбы (IV     век).
- Приходская     церковь Бельварош (бывшая мечеть Гази     Касим, XVI век). Находится на центральной площади города — площади И.Сечени.
- Площадь Сечени
- Площадь Йокаи
- Площадь Агоштон
- Площадь Кошшута
- Епископский     дворец (построен в 1770 году. В архитектуре присутствуют как ренессансные, так и     барочные черты.     На одном из балконов необычный памятник Ф. Листу —     композитор словно выглядывает с балкона.)
- Ратуша (1907 год).
- Конный  памятник Яношу Хуньяди (бронза, 1956, П. Пацаи).
- Фонтан В. Жольнаи (установлен в     1930 г. на месте колодца с питьевой водой)
- Синагога (1869 год).
- Мечеть     Хассана Яков-али (XVI     век,  одна из наиболее хорошо сохранившихся венгерских мечетей, высота минарета —     23 метра)
- Здание     Национального театра (построено в 1895 году в стиле рококо)
- Барбакан (круглый бастион, оставшийся     от городских укреплений)
- Квартал Жольнаи
- Здание главной почты

Непосредственная близость горы Мечек делает доступным и спортивный туризм. По горам Мечека проходит много пешеходных и велосипедных маршрутов. Подъем на горы Хави-хедь, Мишина, Якаб-хедь, а также на скалу Жонгоркё подарит массу положительных впечатлений и наградит живописным видом на город и его окрестности.
Достопримечательности, находящиеся в районе горы Мечек:
- Церковь Прсв.Богородицы Снежной на Хави-хедь (1697 г.)
- Церковь паулинов (1937 г.)
- Руины монастыря ордена паулинов на Якаб-хедь (XIII в.)
- Руины Теттье (руины епископской виллы XVI в.)
- Дендрарий «Сад Пинтера» (начал создаваться в 1926 г. Яношем Пинтером; представлены деревья и растения разных климатических зон, в т.ч. и находящиеся под охраной)
- Известняковая пещера (открыта в 1906 г.)
- Зоопарк (действует с 1960 г.)
- Телебашня (197 метров, открыта в 1973 г.)
- Экстримпарк (парк аттракционов и развлечений)

Не только Печ богат туристическими возможностями, но и его окрестности. В частности, находящиеся недалеко от Печа, по другую стороны горы Мечек, села Орфю и Абалигет. Орфю, с чистыми озерами, имеет все условия для рекреации и отдыха: аквапарк, пляжи, возможности для занятий водными видами спорта. В Абалигете наряду с озером для рыбалки есть сталактитовая пещера и музей летучих мышей.
Недалеко от Печа находятся города с термальными купальнями – Шиклош, Харкань, Сигетвар, Барч, а в непосредственной близости от города – село Мадярхертеленд.
Приблизительно в 40 км от Печа расположен маленький город Виллань – «столица» красных вин Венгрии, куда приезжают туристы со всей Европы насладиться прекрасными винами венгерских семейных погребов.

## Города-побратимы
- Арад, Румыния (2000)[11]
- Бейоглу, Турция (2018)[11]
- Грац, Австрия (ноябрь 1989)[12][11][…]
- Гренобль, Франция
- Дижон, Франция[13]
- Клуж-Напока, Румыния (февраль 1990)[11][14]
- Краков, Польша (27 мая 1987)[11][15][…]
- Кютахья, Турция (1981)[11]
- Лахти, Финляндия (1956)[11][16]
- Лион, Франция (1998)[11]
- Намюр, Бельгия[11]
- Нови-Сад, Сербия (2009)[11][17]
- Оломоуц, Чехия[11]
- Осиек, Хорватия (1973)[11]
- Пула, Хорватия
- Самобор, Хорватия (2000)[11]
- Сиэтл, США (1991)[11][18]
- Сливен, Болгария (1969)[11]
- Террачина, Италия (1996)[11]
- Тузла, Босния и Герцеговина (1997)[11][19]
- Тусон, США (1992)[11]
- Фелльбах, Германия (1986)[11][20]
- Шираз, Иран (2015)[11]
- Экс-ан-Прованс, Франция (декабрь 2011)[11][21][…]

## Галерея

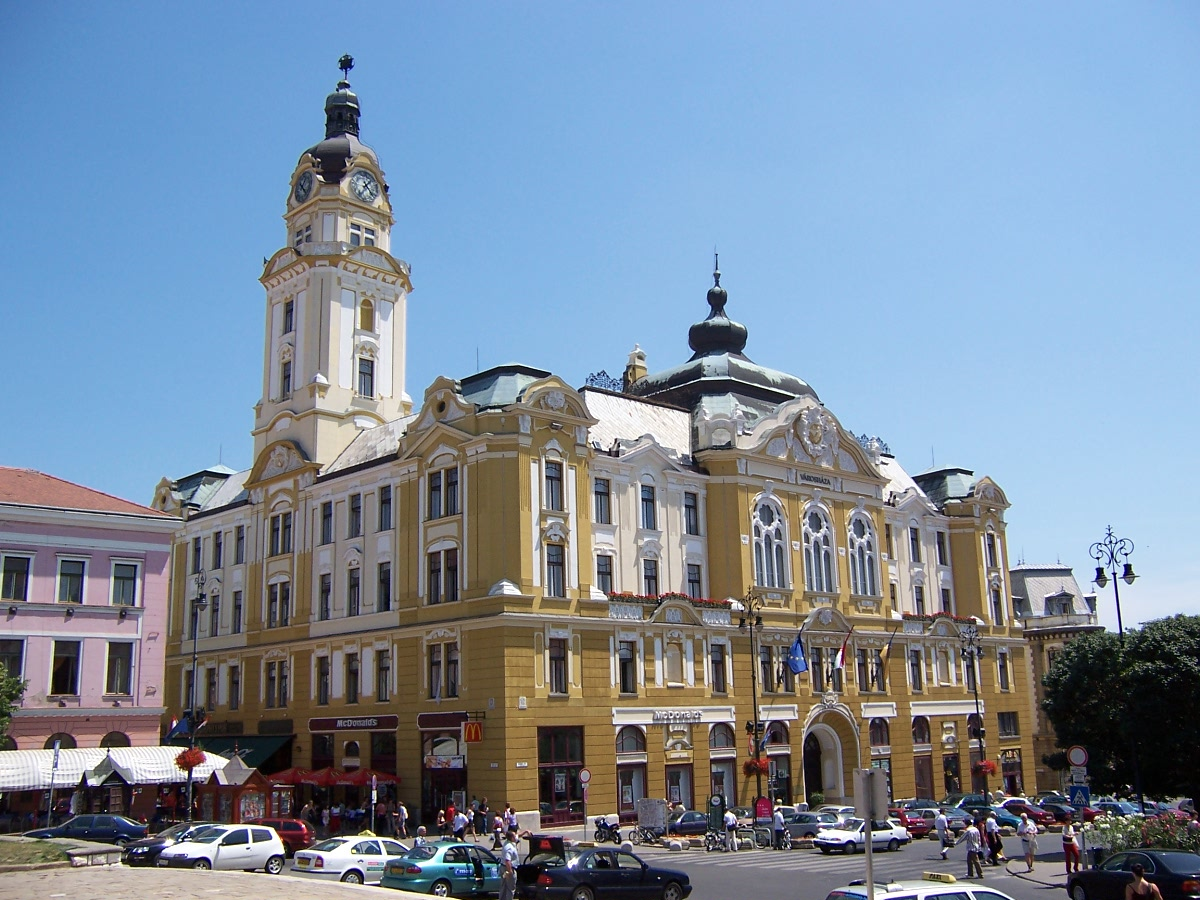
Городская ратуша
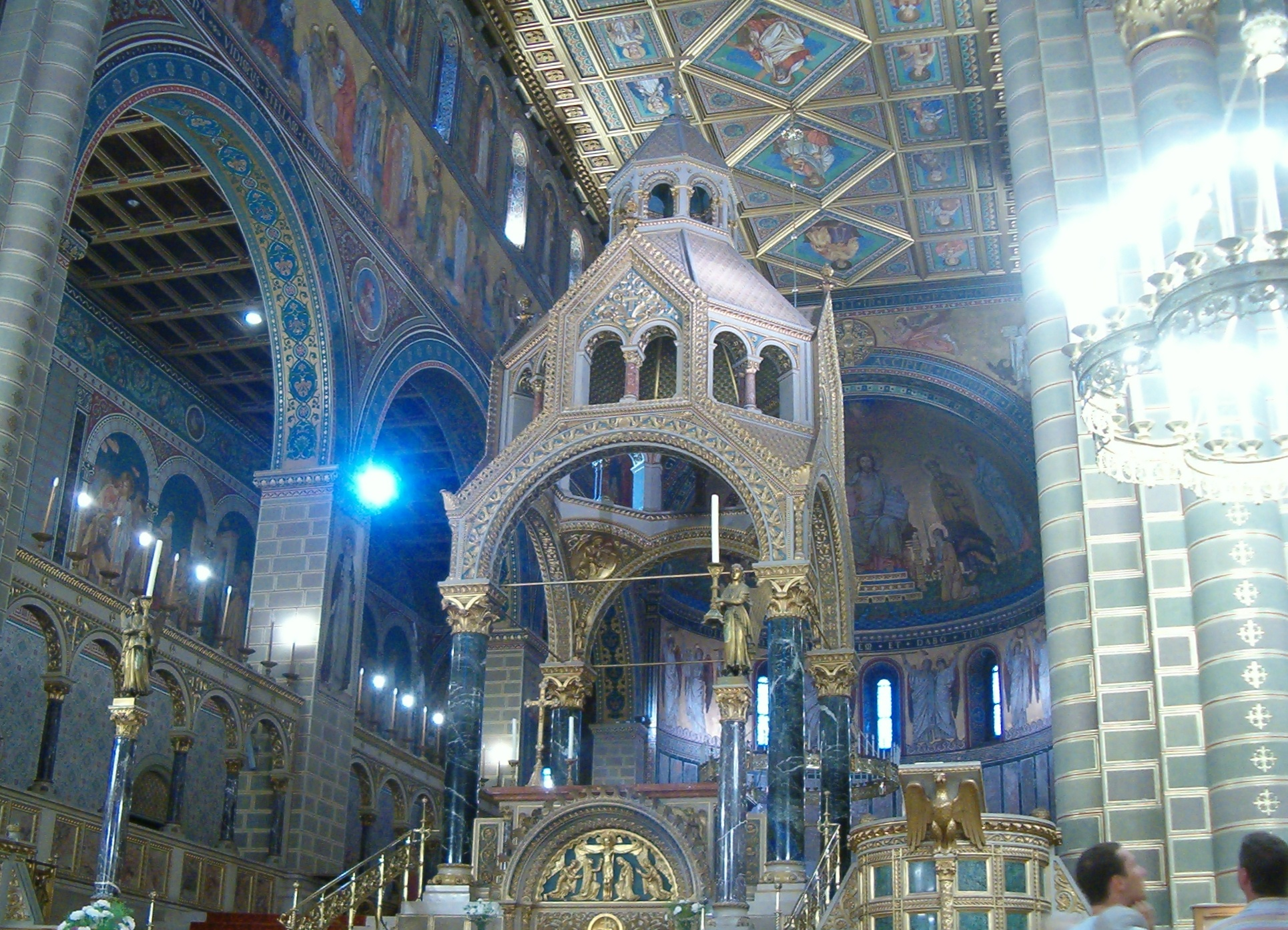
Интерьер собора
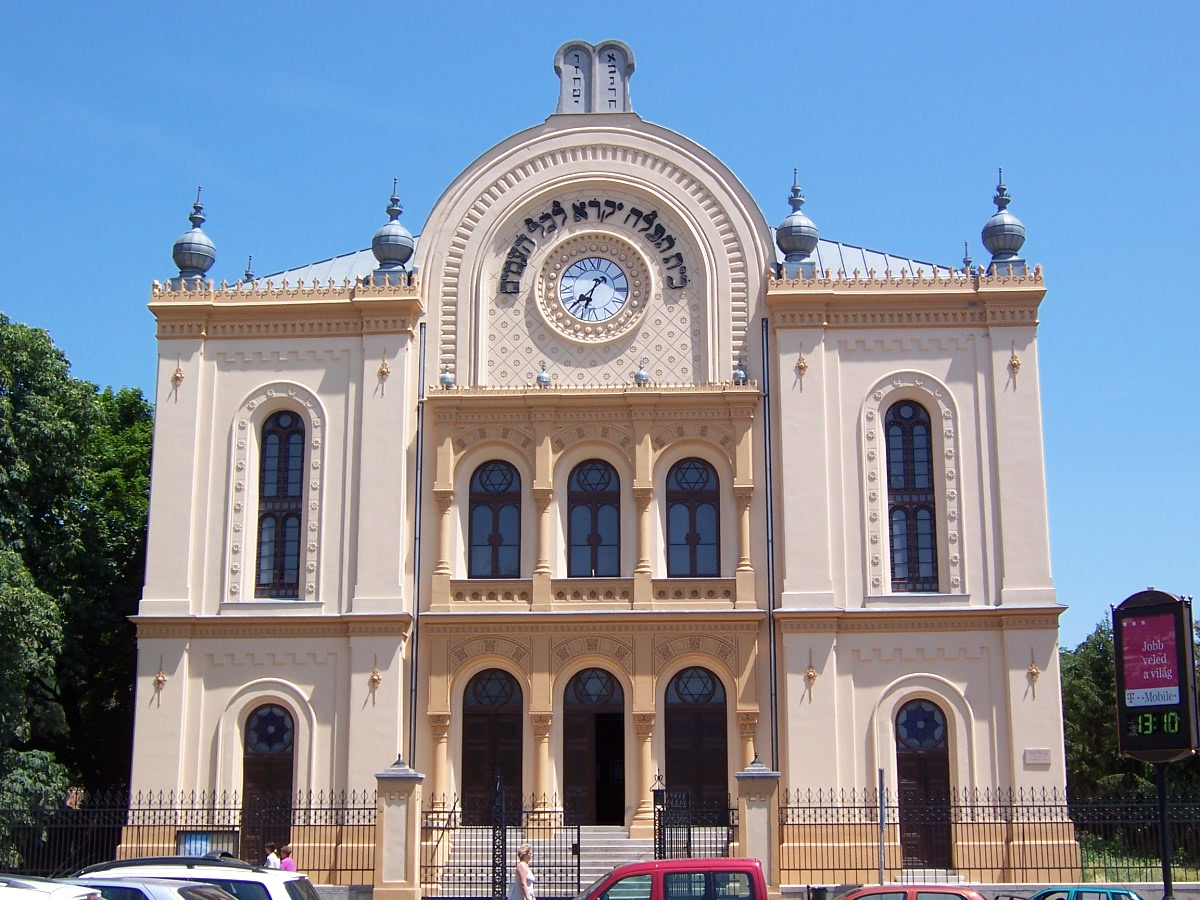
Синагога
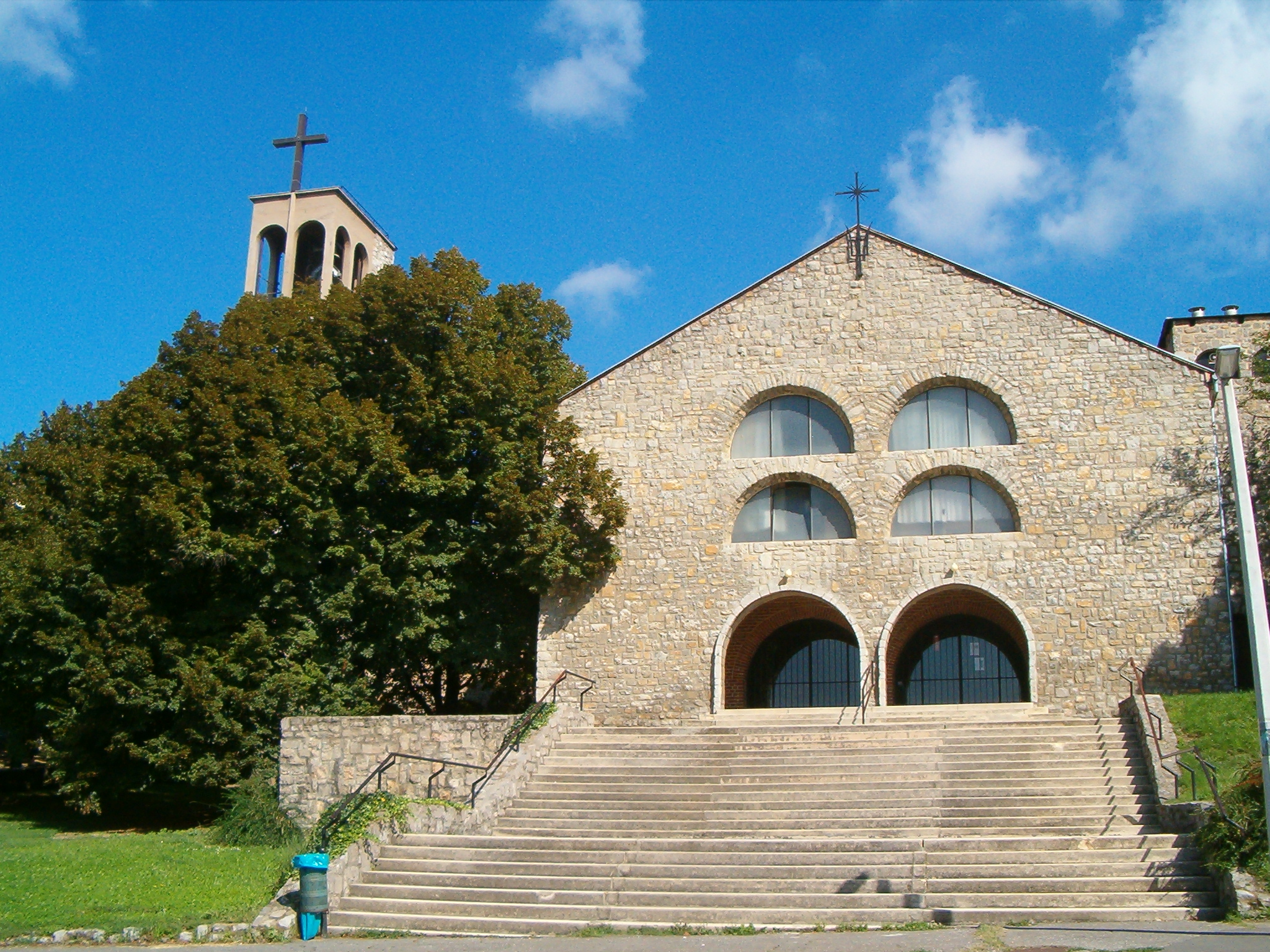
Монастырь паулинов
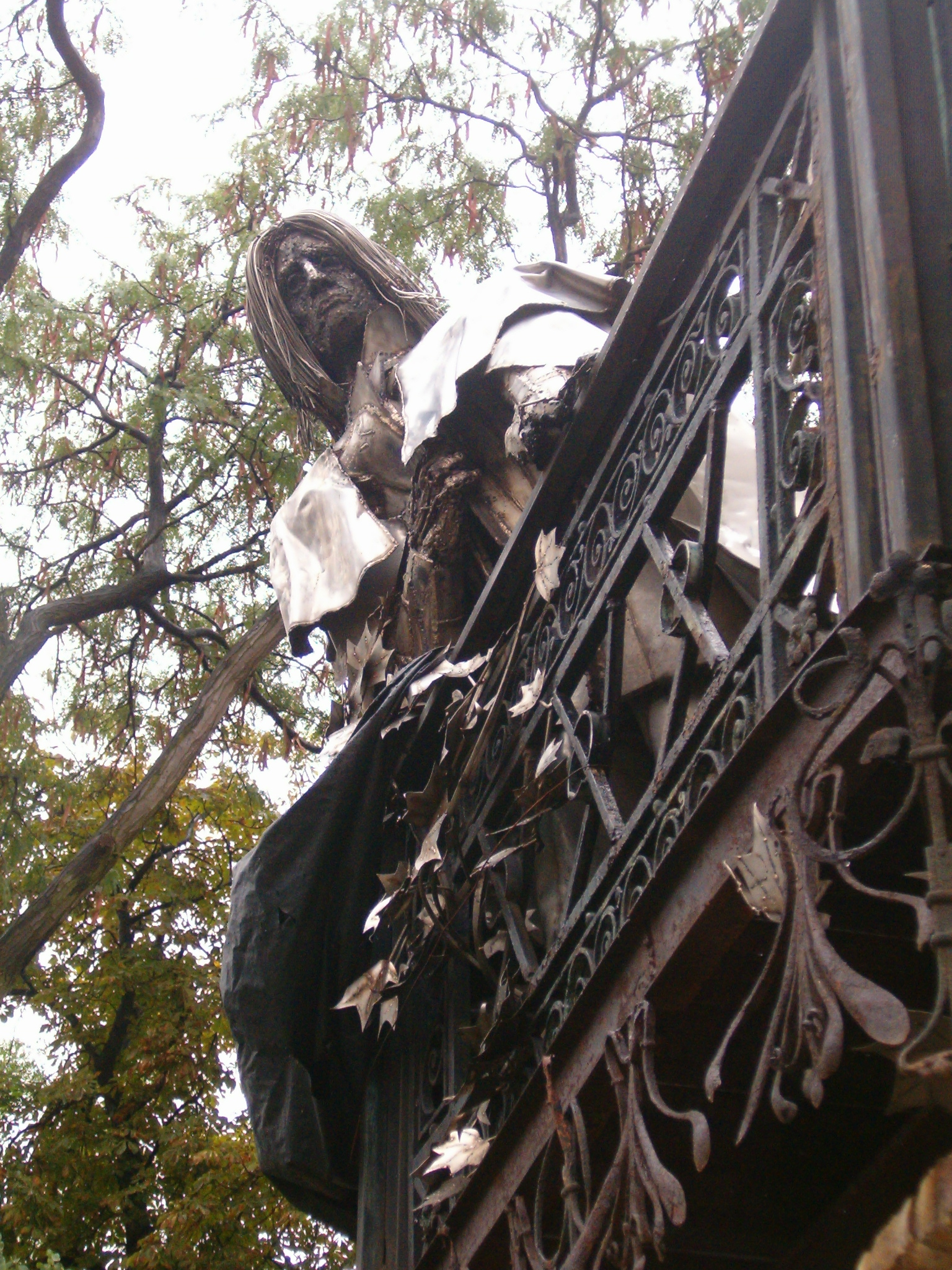
Памятник Ф. Листу на балконе дворца епископа
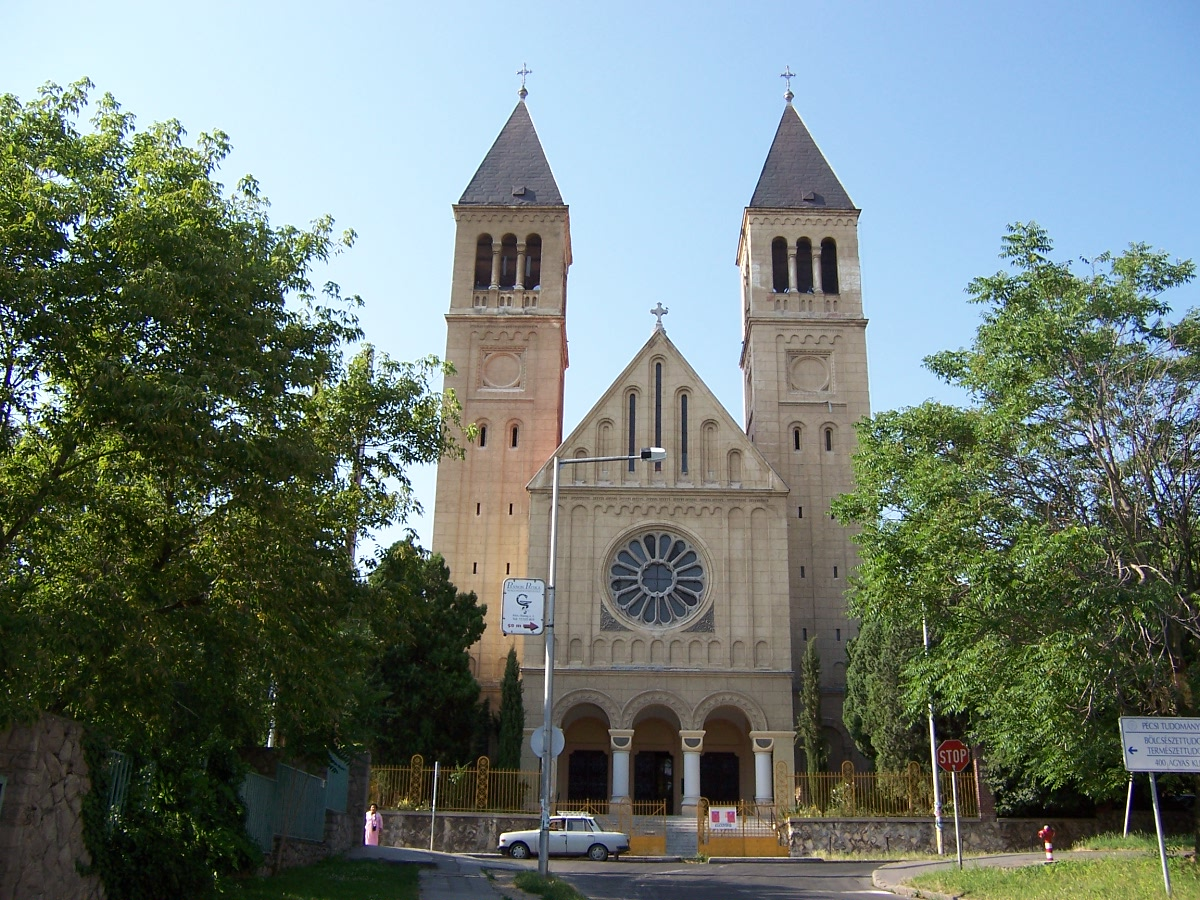
Церковь Святого Сердца
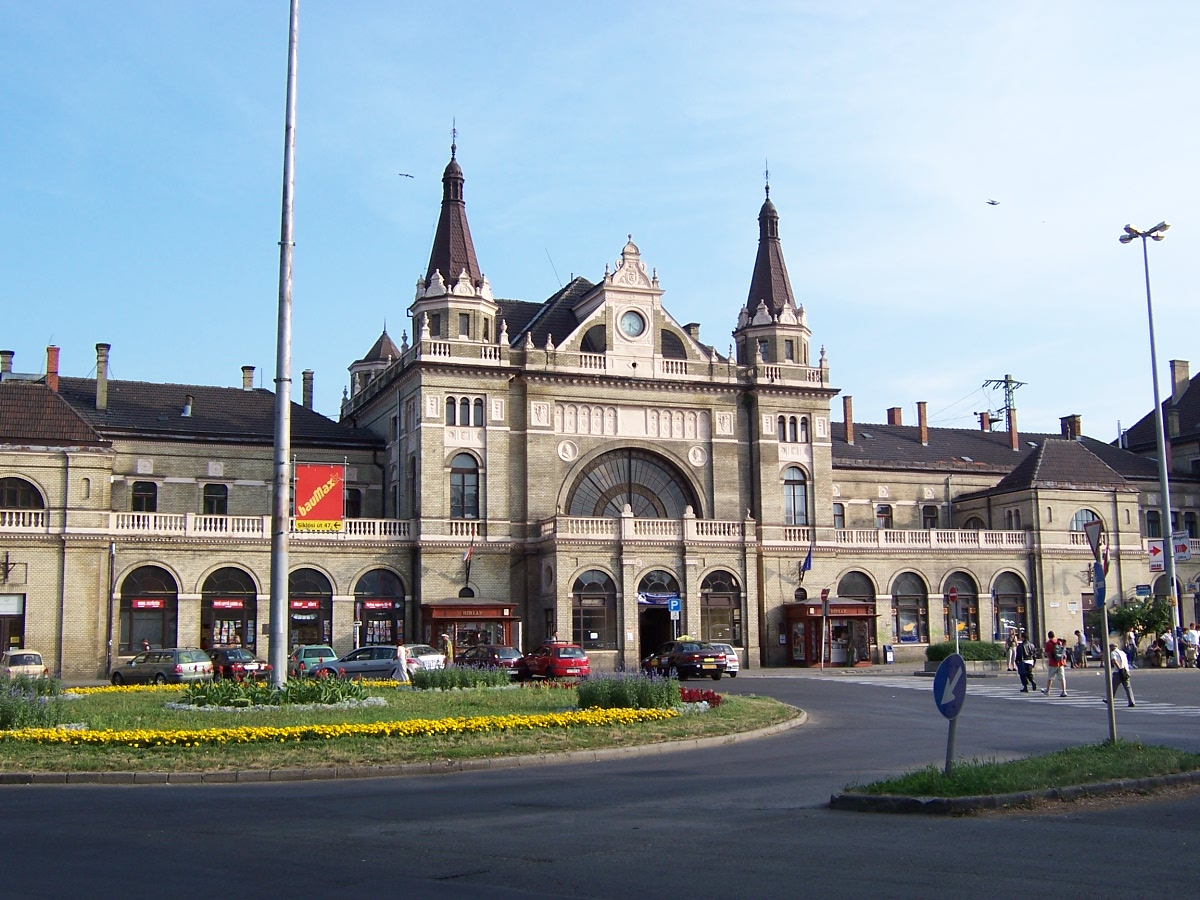
Железнодорожный вокзал
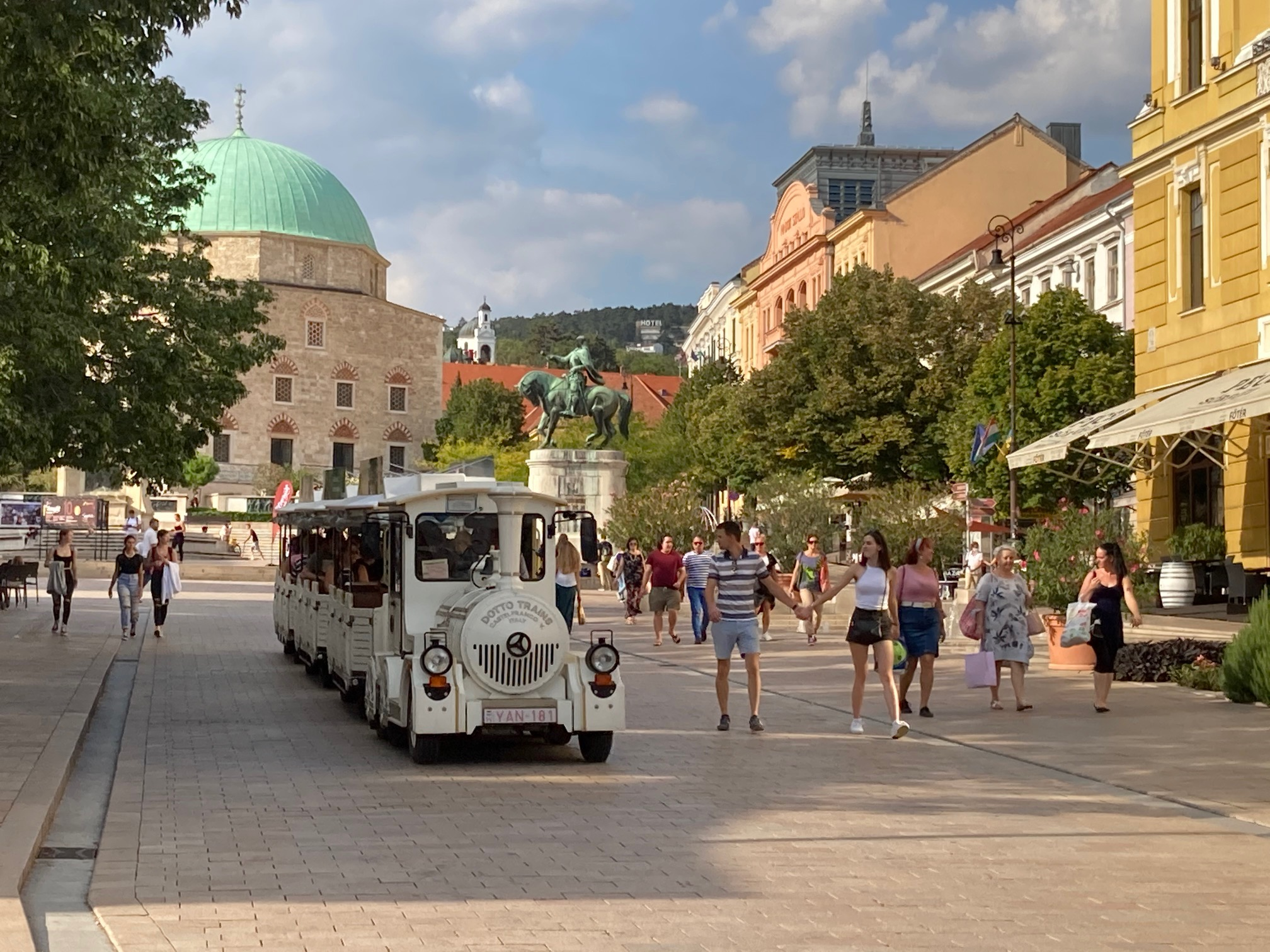
Площадь Сечени